# Phan Bội Châu
Phan Bội Châu (1867-1940) est un indépendantiste vietnamien, principale figure du nationalisme vietnamien au début du XXe siècle. D'abord monarchiste et allié au prince Cường Để, il devient républicain sous l'influence de Sun Yat-sen. En 1925, il est arrêté sur dénonciation à Shanghai par des agents de la « Sûreté » française et ramené en Indochine française où il est jugé et condamné, avant d'être gracié par le gouverneur Alexandre Varenne et placé en résidence surveillée à Hué, où il meurt en 1940.

## Jeunesse

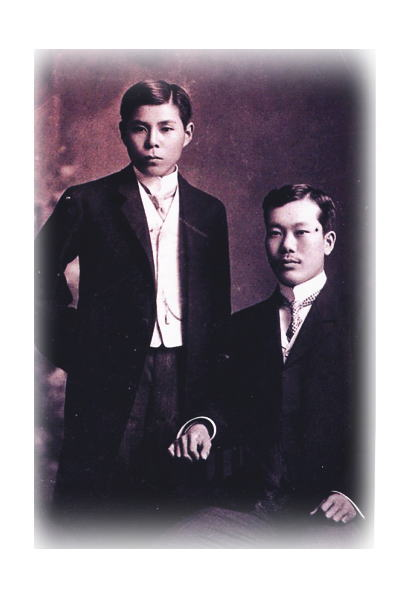
Phan Boi Chau, à droite, en compagnie du prince Cường Để, vers 1907.

Phan Bội Châu est né le 26 décembre 1867 au village de Sào Nam. Son père Phan Văn Phổ était d'une famille de lettrés depuis plusieurs générations. En 1885, à 16 ans, il rédigea un "Appel à se débarrasser des Français et reprendre les provinces du Nord". Après une tentative insurrectionnelle dont les détails restent obscurs, il passe les quinze années suivantes à préparer les examens triennaux du mandarinat. Suivant la tradition, dans le cadre d'un mariage arrangé par sa famille, il épouse à 22 ans Thái Thị Huyên (1866-1936) avec laquelle il n'eut pas d'enfant.  

## Militantisme nationaliste au Viêt Nam
Il reprend ses activités militantes en 1900, après le décès de son père, passant les cinq années suivantes à Hué tout en voyageant à travers le pays pour essayer de regrouper les survivants de l'ancien mouvement insurrectionnel royaliste Can Vuong (Aide au Roi). En 1903, Phan fait la connaissance de Cường Để, le descendant direct du prince Canh, fils aîné de l'empereur Gia Long, fondateur de la dynastie des Nguyen. Le prince avait été élevé par son père dans un esprit de résistance aux conquérants français. Il approuve donc sans réserve les idées de libération nationale que Phan exprime dans son livre Lettres des Ryukus écrites avec des larmes de sang. Les deux hommes fondent, en 1904, l'Association pour la Modernisation du Viêt Nam (Duy tân Hội).

## Exil au Japon, puis au Siam et en Chine
En 1905, la nouvelle de la défaite d'une puissance européenne, la Russie, par une puissance asiatique, le Japon, contribue à renforcer la confiance des révolutionnaires vietnamiens. Cette même année 1905, l’Association de Modernisation du Viêt Nam envoie Phan Bội Châu au Japon rechercher un appui financier et militaire. Cường Để le rejoint ; ensemble, ils appellent la jeunesse patriote de leur pays à les suivre. Ainsi démarre le mouvement Dông Du (Voyage vers l'Est) qui permet à environ deux cents jeunes vietnamiens de partir en exil au Japon. Le lettré réformiste chinois Liang Qichao, lui-même en exil au Japon, le présente à divers hommes politiques influents notamment à Okuma, un ancien premier ministre. Phan Boi chau réalise assez rapidement que l'aide japonaise, financière et militaire, ne lui sera accordée  que dans la mesure où cela servira les ambitions propres du Japon. Suivant les conseils de Liang Qichao, Phan écrit plusieurs livres dont Histoire de la perte du Viêt Nam. 
En 1909, après son expulsion du Japon, à la suite de demandes pressantes des autorités coloniales françaises auprès du gouvernement japonais, Phan Boi Chau se rend à Hong Kong avec le prince Cường Để pour y lever des fonds destinés à amener en Thaïlande les étudiants vietnamiens expulsés du Japon. Son objectif est de créer près de Bangkok une base d'appui aux actions révolutionnaires qu'il déclenchera au Vietnam. Mais le gouvernement thaïlandais, soucieux de conserver de bonnes relations avec la France, se refuse à véritablement soutenir ce projet. Dès lors, Phan Boi Chau, apprenant le succès de la révolution chinoise et l'avènement de la République de Sun Yat-sen en 1911, décide de s'établir en Chine. Il adopte alors le républicanisme et créée en 1912 une nouvelle organisation révolutionnaire dénommée Association (ou Ligue) pour la Restauration du Viêt Nam (Việt Nam Quang Phục Hội).
En 1913, des patriotes vietnamiens déclenchent une série d'actions au Vietnam dont la plus importante, à Hanoï, est un attentat qui coûte la vie à deux officiers français. Si Phan Bôi Châu n'est pas l'organisateur de cette campagne, il en est l'instigateur. Ces opérations terroristes cessent en 1914 lorsque Phan et nombre de ses compagnons sont arrêtés en Chine par le seigneur de la guerre Long Jiguang (en). Les patriotes vietnamiens ne recouvrent leur liberté qu'en 1917. 
Phan Bội Châu, partisan de la lutte armée s'oppose à Phan Châu Trinh qui préconise de son côté une lutte politique pacifique pour obtenir l'indépendance du Viêt Nam. Mais en 1919, contacté par les Français, Phan envisage un court moment de négocier avec les Français une transition progressive pacifique vers l'indépendance. L'élimination de son compagnon Phan Ba Ngoc qui supporte cette politique qualifiée "d'entente franco-vietnamienne",  met fin à ce rapprochement.

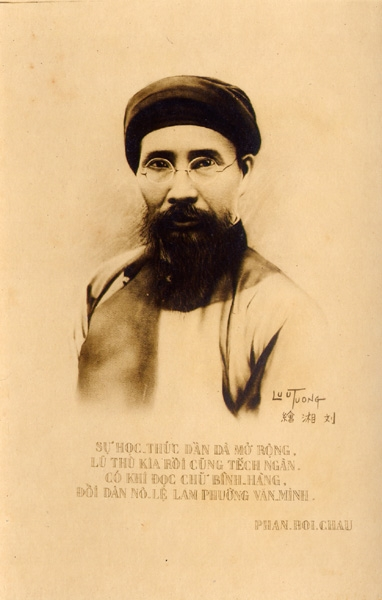
Image commémorative.

## Capture Finale
En juin 1925, Phan Bội Châu, au cours d'un voyage qui doit l'amener à Canton, est arrêté à sa descente du train à Shanghai par des agents français et immédiatement ramené à Hanoi. On crut longtemps que l'espion qui le trahit et permit son arrestation était Nguyen Thuong Huyen qui avait résidé chez lui. On sait désormais que cet espion fut un certain Yen Dan, dénommé également Ly Trong Ba. La Sûreté française l'avait introduit au domicile de Phan Bội Châu pour espionner ses activités.
Bien que Phan ait été condamné à mort par contumace en 1913 pour les attentats commis à Hanoi, les autorités coloniales décident de le rejuger. Condamné à l’emprisonnement perpétuel, il est gracié le 24 décembre 1925 par le nouveau Gouverneur Général de l’Indochine française Alexandre Varenne.
Maintenu d'abord en résidence surveillée à Hué chez Nguyễn Bá Trác (vi) (1881-1945), un ancien compagnon de lutte qui s'était rallié aux Français, Phan Boi Chau sur le conseil de Ngo Duc Ke, quitte Ba Trac. Il est maintenu dès lors sous une surveillance très stricte qui ne lui laisse que peu de possibilité d'expression ou d'action. Phan déjoue cependant la surveillance des Français en recevant ses amis sur un sampan, ce qui lui permet de s'exprimer à l'abri des mouchards.
En 1926 quand Phan Châu Trinh meurt, Phan Bội Châu préside le service funèbre à Hué. Passant ses dernières années à Hué où il continue de recevoir des amis patriotes comme Ngo Duc Ke, il meurt le 28 octobre 1940.